# Luís Lourenço (ator)
Luís Pedro Martins Lourenço, conhecido como Luís Lourenço (Covas, Vila Nova de Cerveira,  2 de Fevereiro de 1984) é um ator, encenador e cenógrafo português. Tornou-se especialmente conhecido após protagonizar a terceira temporada da série juvenil Morangos com Açúcar, no papel de Tiago Borges.

## Vida pessoal
Em 2007, aos 23 anos casou-se com Inês Simões, tendo o casamento durado apenas 9 meses.
Em 2021, Luís Lourenço assumiu o namoro com a jornalista da SIC, Ana Patrícia Carvalho. Três anos depois, em agosto de 2024, o casal assumiu que estava separado.

## Biografia e carreira
Luís Lourenço, nasceu em Covas, no concelho deVila Nova de Cerveira no dia 2 de fevereiro de 1984.
Inicia a sua carreira artística em 2005 na terceira temporada da série juvenil da TVI Morangos com Açúcar, interpretando o protagonista da série, Tiago Borges, juntamente com Joana Duarte.
Estreou-se depois no teatro com a peça O Beijo da Mulher Aranha (Kiss of the Spider Woman), interpretando a personagem Luís Molina. 
Na televisão participou na novela da TVI Deixa Que Te Leve onde interpretou o duque italiano Tommaso. Participou também no reality show da TVI, o doc-reality Perdidos na Tribo. Em 2015/16 protagonizou a novela da RTP1,  Os Nossos Dias, com a personagem Guilherme Castilho.
Como encenador estreou-se com o espetáculo infantil "Rodolfo, O Inspetor Escoliano", "A Última Noite" e a apresentação de um excerto de “Ricardo III” (W. Shakespeare) no Teatro São Luiz para o Dia Mundial do Teatro. 
É Diretor Artístico/Encenador no Teatro Gil Vicente, em Cascais, cargo que ocupa há 11 anos consecutivos.
Dirigiu as últimas três Revistas à Portuguesa deste teatro, “Eles Andem Aí!”, “Aqui há Revista!” e “Gil Vicente em Revista” que contou com três temporadas.
Foi professor de teatro no Colégio Maria Pia, em Lisboa, integrado no projeto internacional mus.e. 
Tem carreiras paralelas como apresentador, autor de espetáculos de teatro, cenógrafo, professor e orador.
Assumiu em 2017 o projeto de teatro Sénior da Freguesia de Cascais e Estoril, CASKOTAS – Teatro Sénior, a convite do Presidente Pedro Morais Soares, onde produziu o espetáculo “Saídos da Casca! – O Musical à Portuguesa”. 
Foi fundador da Luís Lourenço - Produções. Em 2018 criou um projeto de formação no Teatro Gil Vicente chamado “Workshop de Espetáculo” que já vai na segunda edição. 
É CEO da produtora Luís Lourenço - Produções onde produz espetáculo de cariz infantil, social e documental.
Nos últimos 12 anos conta com 35 projetos teatrais, 4 novelas (das quais 2 como protagonista) e 11 projetos de cinema. Num total de 33 como ator e 18 como encenador.
Em 2022, integrou o elenco da novela da TVI Festa É Festa, com a personagem Amadeu.
Em 2023, participa no programa Hell's Kitchen - Famosos na SIC, onde foi um dos cinco finalistas. Em 2024, Luís estreia-se na ficção da SIC, ao entrar no elenco da novela Senhora do Mar. Em 2025, integra o papel de Rodrigo Brito na novela Vitória.
No cinema, integrou o elenco dos filmes Parque Mayer e Solum. É autor e encenador de “CLAUS – O Irmão do Pai Natal” ou “JURO! Quem mais jura mais mente”.

## Televisão
| Ano         | Projeto                         | Papel                          | Notas            | Canal |
| ----------- | ------------------------------- | ------------------------------ | ---------------- | ----- |
| 2005 - 2006 | Morangos com Açúcar (3.ª série) | Tiago Borges                   | Protagonista     | TVI   |
| 2009 - 2010 | Deixa Que Te Leve               | Tommaso Távora Gonzaga Valenti | Elenco Principal | TVI   |
| 2011        | Perdidos na Tribo               | Ele Próprio                    | Concorrente      | TVI   |
| 2012        | Morangos com Açúcar – O Filme   | Tiago Borges                   | Elenco Principal | TVI   |
| 2015 - 2016 | Os Nossos Dias                  | Guilherme Castilho             | Protagonista     | RTP1  |
| 2017        | Ministério do Tempo             | Contrabadista                  | Elenco Adicional | RTP1  |
| 2022        | Festa É Festa                   | Amadeu Vilaça                  | Elenco Adicional | TVI   |
| 2023        | Hell's Kitchen - Famosos        | Ele Próprio                    | Concorrente      | SIC   |
| 2024 - 2025 | Senhora do Mar                  | Rúben Semião                   | Elenco Principal | SIC   |
| 2025 - 2026 | Vitória                         | Rodrigo Brito                  | Elenco Principal | SIC   |